# Giuseppe Garibaldi (Schiff, 1901)
Die Giuseppe Garibaldi war ein Panzerkreuzer der italienischen Regia Marina und gehörte zu der nach ihr benannten Giuseppe-Garibaldi-Klasse. Der 1901 in Dienst gestellte Kreuzer wurde am 18. Juli 1915 vom österreichischen U-Boot  U 4 versenkt.

## Geschichte
Die Werft Ansaldo in Sestri Ponente, einem Stadtteil von Genua, streckte am 8. Juni 1898 den Kiel für das Schiff, das gut ein Jahr später, am 29. Juni 1899, zum Stapellauf bereitstand. Zum Neujahrstag kam der Kreuzer in den Dienst der italienischen Marine.

### Baugeschichte

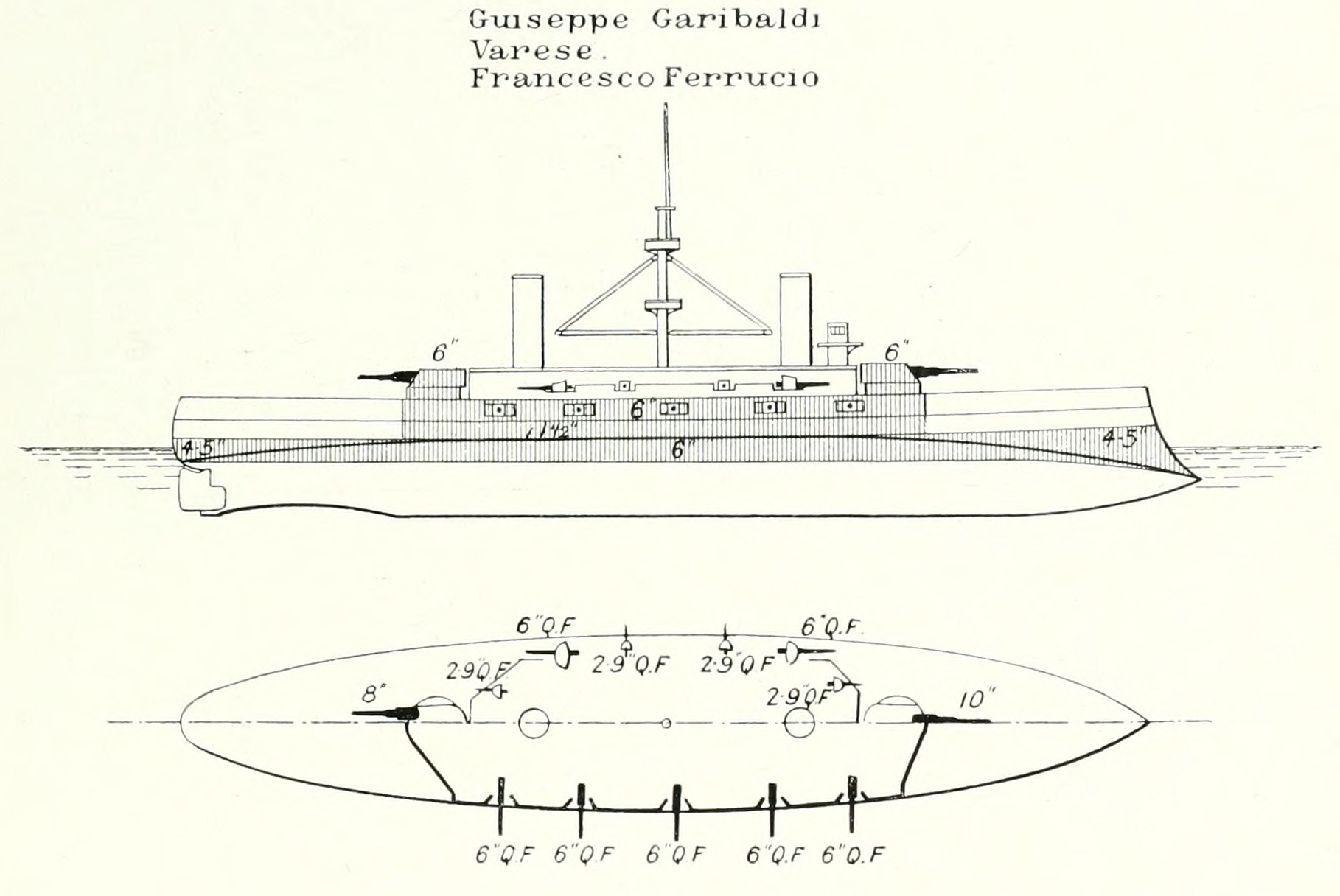
Aus Brasseys

Die von Ansaldo-Werft in Sestri Ponente entwickelten Panzerkreuzer der Giuseppe Garibaldi-Klasse wurden mit 10 Einheiten einer der umfangreichsten Panzerkreuzerklassen, die dazu in vier Marinen zum Einsatz kamen.
Das der Klasse den Namen gebende Schiff  war tatsächlich das sechste der zehn gebauten.
Der Baubeginn der beiden ersten Einheiten für die Regia Marina, die die Namen Garibaldi und Varese erhalten sollten, erfolgte 1893. Beide wurden an Argentinien verkauft und kamen General Garibaldi und San Martín in Dienst. Die Regia Marina bestellte zwei neue Schiffe, die aber wieder vor Fertigstellung verkauft wurden und als spanische Cristóbal Colón und argentinische General Belgrano in Dienst kamen. Das fünfte Schiff der Klasse war als drittes  Schiff für die italienische Marine mit dem Namen Francesco Ferruccio begonnen worden, sollte zeitweise nach Chile verkauft werden, ging aber schließlich als vierter Panzerkreuzer der Klasse nach Argentinien als Pueyrredón.
So wurde erst das sechste Schiff der Klasse, die im Juni 1899 für die Regia Marina vom Stapel gelaufene Giuseppe Garibaldi, die 1901 in den Dienst kam, das namensgebende Schiff der Klasse.

### Einsatzgeschichte
Im Italienisch-Türkischen Krieg lief die Giuseppe Garibaldi mit der Italienischen Flotte am 24. September 1911, fünf Tage vor der italienischen Kriegserklärung an das Ottomanische Reich aus Syracus aus, um Tripolis zu blockieren. Auf dem Weg versorgte sich der Verband, der neben der Giuseppe Garibaldi und ihren Schwesterschiffen Varese und Francesco Ferrucio aus den beiden Linienschiffen Roma und Napoli, den beiden neueren Panzerkreuzern  Pisa und  Amalfi sowie zwei Zerstörerflottillen bestand, noch in Malta mit Kohlen.
Während des Italienisch-Türkischen Krieges war die Giuseppe Garibaldi zusammen mit dem Schwesterschiff  Francesco Ferrucio unter Admiral Paolo Thaon di Revel in der Ägäis, vor Libyen und im östlichen Mittelmeerraum im Einsatz. Am 24. Februar 1912 versenkten die beiden Schwesterschiffe gemeinsam im Hafen von Beirut das türkische Kanonenboot Avnillah (2372 t) und das Torpedoboot Ankara (165 t, 1906). Die in Großbritannien gebaute Avnillah war eine veraltete Panzerkorvette aus dem Jahr 1869, die 1907 überholt worden war. Mit ihren vier 3-Zoll-Kanonen und den acht Sechspfünder sowie einem einzelnen 14-Zoll-Torpedorohr war sie den Panzerkreuzern hoffnungslos unterlegen und wurde schnell zusammengeschossen, geriet in Brand und sank nach einem Torpedotreffer. 59 türkische Seeleute starben und 102 wurden verwundet. Durch einen Torpedofehlschuss wurden auch sechs Leichter versenkt, die Truppen transportieren sollten.

Die italienischen Kreuzer liefen ab, kehrten aber später zurück und versenkten aus der Distanz mit ihrer Artillerie noch die modernere, in Italien(!) angekaufte  Ankara, die mit ihren zwei 37-mm-Kanonen und den beiden 14 Zoll-Torpedorohren keine Abwehrchance hatte. Dabei starben 51 türkische Seeleute und 19 wurden verletzt. Danach hatten die Türken vor der syrischen Küste keine Marineeinheiten mehr.
Am 18. April gehörten die drei Schiffe der Klasse zur italienischen Flotte vor den Dardanellen, wo die Varese vermutlich getroffen wurde.

### Einsatz im Weltkrieg

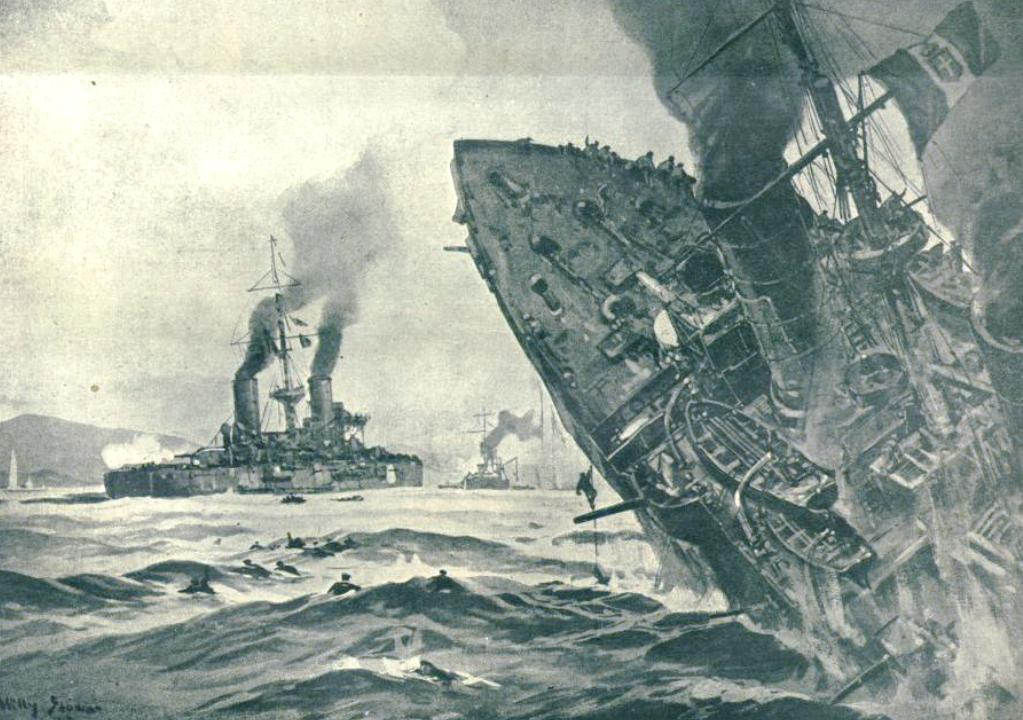
Der Untergang der Giuseppe Garibaldi auf einem österreichischen Propagandabild

Im Ersten Weltkrieg wurde der Kreuzer in der Adria eingesetzt. Als er am 18. Juli 1915 an der dalmatinischen Küste die Eisenbahnlinie Ragusa-Cattaro beschoss, versenkte ihn das österreichische U-Boot U-4 unter Linienschiffsleutnant Rudolf Singule.
Das Wrack wurde im April 2008 von tschechischen Tauchern fünf Seemeilen südöstlich von Dubrovnik in einer Tiefe von 124 m entdeckt.

## Technik
Die Giuseppe Garibaldi war 111,76 m lang und bis 18,25 m breit. Bei einer maximalen Verdrängung von 7.972 t lag das Schiff 7,1 m tief im Wasser.
Der Antrieb bestand aus zwei stehend angeordneten Verbunddampfmaschinen mit dreifacher Dampfdehnung, die eine indizierte Leistung von zusammen 13.655 PS über Wellen an zwei Propeller abgaben. Damit erreichte das Schiff eine Geschwindigkeit von 19,3 kn. Die Dampfversorgung stellten 24 Dampfkessel sicher. Der Brennstoffvorrat war so bemessen, dass der Kreuzer bei einer Geschwindigkeit von 10 kn bis 4.400 sm fahren konnte.
Die Bewaffnung  der Giuseppe Garibaldi setzte sich aus einer Vielzahl verschiedener Kaliber zusammen. Die Hauptbewaffnung bildete eine einzelne, auf dem Vorschiff aufgestellte 25,4-cm-L/40-Kanone und zwei in einem Doppelturm auf dem Achterdeck platzierte 20,3-cm-L/45-Kanonen. An beiden Schiffsseiten waren je fünf Geschütze 15,2 cm L/40 im Kasemattendeck, zwei weitere hinter Schilden an Oberdeck vorhanden. Hinzu kamen zehn Kanonen 7,6 cm L/40, sechs Stück Kaliber 4,7 cm L/40 sowie zwei Maxim-Maschinengewehre. Vier Torpedorohre mit 45 cm Durchmesser komplettierten die Bewaffnung.
Der Kreuzer besaß einen Gürtelpanzer mit einer Stärke von 122 mm sowie ein Panzerdeck von 30 mm. Der Kommandoturm war ebenso wie die Geschütztürme mit 122 mm geschützt. Die Schilde der an Oberdeck aufgestellten Geschütze der Mittelartillerie waren 52 mm stark.